# Garovaglia crispata
Garovaglia crispata är en bladmossart som beskrevs av Pierre Tixier 1974. Garovaglia crispata ingår i släktet Garovaglia och familjen Pterobryaceae. Inga underarter finns listade i Catalogue of Life.